# أشهب (اسم)
أَشْهَب هو اسم علم مذكر من أصل عربي، ومعناه هو  الذي يتخلل بياضه سواد، والأشهب: الأسد.

## ؛شخصيات تحمل الاسم
أشهب بن عبد العزيز. 